# طلال حمیه
طلال حمیه (عربی: طلال حمیة) شبه‌نظامی لبنانی است که از فرماندهان ارشد نظامی حزب‌الله لبنان، از زمان تأسیس آن در اوایل دهه ۱۹۸۰، به‌شمار می‌رود. وی با حملات تروریستی مانند بمب‌گذاری آمیا در ۱۹۹۴ و بمب‌گذاری برج‌های خبر در ۱۹۹۶، مرتبط است. در سال ۲۰۱۷، آمریکا، او را به برنامه پاداش برای عدالت خود، اضافه و ۷ میلیون دلار برای اطلاعاتی که منجر به دستگیری وی شود، ارائه کرد. او از اعضای ارشد شورای جهاد است.

## زندگی‌نامه
طلال حسین حمیه در سال ۱۹۵۲ در بریتال در استان بعلبک-هرمل در دره بقاع به دنیا آمد. او در اوایل دهه ۱۹۸۰، اندکی پس از ورود مربیان ایرانی به منطقه، به حزب‌الله لبنان پیوست. پس از ترور سید عباس الموسوی، حمیه، از نزدیکان عماد مغنیه شد. او در یک ارتباط رهگیری شده در جشن بمب‌گذاری آمیا که در آن ۸۵ نفر در آرژانتین کشته شدند، برای مقامات اطلاعاتی، شناخته شد. وی سال‌ها معاون مغنیه بود و بمب‌گذاری برج‌های خبر را در سال ۱۹۹۶ که در آن ۱۹ سرباز آمریکایی کشته شدند و حملات علیه ارتش اسرائیل در جریان جنگ ۲۰۰۶ اسرائیل و لبنان را هدایت کرد.
او یکی از چهره‌های کهنه‌کار در عملیات نظامی خارجی حزب‌الله است که در کنار فرماندهان نظامی حزب‌الله، مصطفی بدرالدین و عماد مغنیه و فرمانده سابق نیروی قدس سپاه پاسداران، احمد وحیدی، فعالیت می‌کرد. پس از ترور عماد مغنیه در سال ۲۰۰۸، حمیه، جایگزین وی، به عنوان رئیس ستاد حزب‌الله شد و در کنار مسئولیت رهبری عملیات خارجی حزب‌الله در سازمان امنیت خارجی (واحد ۹۱۰)، به شورای جهاد پیوست.
پس از اینکه مصطفی بدرالدین توسط دادگاه ویژه لبنان به اتهامات مربوط به ترور رفیق حریری در سال ۲۰۱۱ متهم شد، حمیه، فرماندهی عملیات نظامی حزب‌الله را بر عهده گرفت. پس از مرگ بدرالدین در سال ۲۰۱۶، حمیه به عنوان یک «ستاره در حال ظهور» در حزب‌الله در نظر گرفته شد که احتمالاً به یک نقش ارشدتر در این سازمان، ارتقا می‌یابد. عکس او برای نخستین بار در سال ۲۰۱۶، به‌طور عمومی منتشر شد.

### تعیین به عنوان تروریست
حمیه در ۱۳ سپتامبر ۲۰۱۲ توسط وزارت خزانه‌داری آمریکا به عنوان یک «تروریست جهانی ویژه» به دلیل نقش او به عنوان فرمانده ارشد نظامی، در کنار بدرالدین، اعلام شد. مبنای تعیین آنها فرمان اجرایی ۱۳۲۲۴ برای حمایت از فعالیت‌های تروریستی حزب‌الله در خاورمیانه و سراسر جهان بود.
در ۱۰ اکتبر ۲۰۱۷، وزارت امور خارجه آمریکا او را به برنامه پاداش برای عدالت، اضافه و ۷ میلیون دلار برای اطلاعاتی که منجر به دستگیری وی شود، پیشنهاد کرد. حمیه در کنار فؤاد شکر، فرمانده ارشد نظامی حزب‌الله، به عنوان بخشی از نخستین جوایز چهره‌های حزب‌الله در یک دهه اخیر به برنامه پاداش برای عدالت، اضافه شد.